# Nick Moore (Footballspieler)
Nicholas A. „Nick“ Moore (* 25. Juni 1986 in Columbus, Ohio) ist ein ehemaliger US-amerikanischer American-Football- und Canadian-Football-Spieler. Er spielte auf der Position des Wide Receivers in der Canadian Football League (CFL) und war Mitglied mehrerer Mannschaften der National Football League (NFL).

## Karriere
Nick Moore besuchte von 2004 bis 2008 die University of Toledo, wo er für die Toledo Rockets College Football spielte. Nachdem er seine erste Saison als Redshirt aussetzte, ehe er 2005 zehn von elf Spielen startete und dabei 24 Pässe für 335 Yards und vier Touchdowns fing. In seinem dritten Jahr spielte er in zehn Spielen, davon acht von Beginn an und verpasste zwei verletzungsbedingt. Insgesamt fing er 20 Pässe für 200 Yards. Als Senior fing er 60 Pässe für 731 Yards und acht Touchdowns. 2008 brach Moore im 13:10-Überraschungssieg der Rockets gegen Michigan den Schulrekord für die meisten gefangenen Pässe in einem Spiel mit 20.
Nachdem er im NFL Draft 2009 nicht ausgewählt wurde, verpflichteten am 27. April 2009 die Minnesota Vikings Moore. Dort schaffte er zwar nicht den Sprung in den Hauptkader, wurde jedoch zu Saisonbeginn für den Practice Squad verpflichtet. Kurz nach seiner Entlassung aus dem Practice Squad der Vikings, verpflichteten am 6. Januar 2010 die New England Patriots Moore für die Dauer der Play-offs für den Practice Squad. Im Anschluss stand Moore bei den Florida Tuskers unter Vertrag, wurde jedoch vor Saisonbeginn entlassen.
Im Oktober 2010 verpflichteten ihn die BC Lions aus der Canadian Football League (CFL) im Rahmen der Expansion Days für ihren Practice Roster. Bereits in seiner ersten Saison im Hauptkader gewann er mit ihnen den Grey Cup. 2013 konnte er das einzige Mal die 100-Yards-Marke durchbrechen. Er fing in jenem Jahr 73 Pässe für 1.105 Yards und sechs Touchdowns. Nach der Saisons wechselte er zu den Winnipeg Blue Bombers, wo er für zwei Spielzeiten verblieb. Er erhielt dabei einen Vertrag über 180.000 $ je Saison, was ihm zu einem der bestbezahlten Spieler außerhalb der Quarterbackposition machte. Seine erste Saison bei den Bombers war dabei durch Verletzungen geprägt, ehe er 2015 76 Pässe für 899 Yards und vier Touchdowns fing. Am 9. Februar 2016 kehrte er zu den Lions zurück, die ihn mit einem Einjahresvertrag ausstatteten. In der Saison spielte er jedoch nur in vier Spielen, ehe für ihn die Saison aufgrund einer Knieverletzung beendet war. Die Verletzung zog er sich beim Jubel über seinen einzigen Touchdown der Saison zu. Dennoch erhielt er für die Saison 2017 einen neuen Vertrag. In der Saison 2017 fing er 37 Pässe für 547 Yards und zwei Touchdowns. Am vierten Spieltag konnte er gegen die Hamilton Tiger-Cats sein erstes 200-Yard-Spiel erzielen, nachdem er Pässe für 220 Yards fing. Das Spiel spielte er nur wenige Tage, nachdem er erfahren hatte, dass ein enger Freund mit nur 32 Jahren verstorben war. Am 18. Mai 2018 gaben die BC Lions bekannt, dass Moore vom Profifootball zurücktritt. Insgesamt konnte er in der CFL in 69 Spielen 282 Pässe für 3.758 Yards und 16 Touchdowns fangen.

## Persönliches
Nick Moore ist der jüngere Bruder von Lance Moore, welcher ebenfalls als Wide Receiver in der NFL aktiv war, größtenteils für die New Orleans Saints.